# Geno Pampaloni
Agenore Pampaloni, detto Geno (Roma, 25 novembre 1918 – Firenze, 17 gennaio 2001), è stato un giornalista, critico letterario e scrittore italiano.
Benché si sia sempre rifiutato di riunire in volumi la sua sterminata produzione critica, Geno Pampaloni è considerato uno dei maggiori conoscitori, interpreti e critici letterari del Novecento italiano.

## Biografia
Nato a Roma da genitori toscani (padre di Colle di Val d'Elsa, Agenore Pampaloni, e madre di Anghiari, Assunta Guerri, sorella di Domenico Guerri), Pampaloni compì gli studi 
liceali a Grosseto, dove frequentò il ginnasio-liceo classico Carducci, diplomandovisi nel 1937.
Successivamente compì i propri studi universitari dapprima presso l'Università di Firenze e poi presso la Normale di Pisa e l'Università di Pisa, dove conseguì la laurea con Luigi Russo.
Dal 1938 al 1940 collaborò alla rivista letteraria Ansedonia, in qualità di vice-direttore. Durante la seconda guerra mondiale combatté in Corsica nelle file del Corpo Italiano di Liberazione. Scrisse su Italia Libera, il quotidiano del Partito d'Azione; per dodici anni fu collaboratore di Adriano Olivetti quale responsabile dei servizi culturali e segretario generale del movimento Comunità. Più tardi divenne direttore editoriale delle case editrici Vallecchi e De Agostini. Come giornalista e critico letterario svolse un'attività intensa collaborando a vari quotidiani (Il Corriere della Sera, Il Giornale fondato da Indro Montanelli, per poi seguirlo su La Voce) e riviste (La Fiera Letteraria, Il Mondo, L'Espresso), sia come saggista letterario, sia come "attento osservatore del costume politico e sociale"
Con i suoi numerosi saggi, contributi in volumi, recensioni, prefazioni e articoli, favorì la comprensione della letteratura italiana del XIX e soprattutto del XX secolo, mediante acute analisi di autori come Emilio Cecchi, Italo Svevo, Corrado Alvaro, Vitaliano Brancati, Elio Vittorini, Cesare Pavese e molti altri. Tra i pochi saggi raccolti in volume, sono da menzionare in modo specifico quelli dedicati a Pavese (Trent'anni con Cesare Pavese, 1981) La sua delicata vena narrativa traspare da brevi scritti autobiografici come Buono come il pane (1983), Fedele alle amicizie (1984), Bonus malus (1993), I giorni in fuga (1994).
La sua morte fu da tutti considerata la scomparsa di un grande critico letterario. A dieci anni dal decesso, la sua nota ritrosia venne ricordata, tra l'altro, in un elzeviro di Pietro Citati.

## Riconoscimenti
- Accademico d’Onore all'Accademia delle Arti del Disegno.[7]
- 1992 - Grifone d'oro[8]

## Opere
- Giovanni Enriques, Edgardo Macorini, Geno Pampaloni, Collana di Enciclopedie monografiche AZ PANORAMA, Zanichelli, Bologna, 1960
- Terzo Programma. Quaderni trimestrali n.1, con un testo di Geno Pampaloni su Cesare Pavese, ERI Edizioni della RAI, Roma, 1962
- Italo Svevo. Terzo Programma. Quaderni trimestrali n.2, ERI, Roma, 1964
- Un poeta e la sua città. Omaggio del comune di Salerno a Alfonso Gatto, con un saggio di Geno Pampaloni, a cura di Pietro Laveglia, Municipio di Salerno, 1964
- Valerio Volpini-Augusto Guzzo-Geno Pampaloni, Libro e Uomo, Collana Universale n.116-117, Editrice Studium, 1972
- Monumenti d'Italia. Le Piazze, a cura di Franco Borsi e Geno Pampaloni, De Agostini, Novara, 1975
- Geno Pampaloni-Mario Verdone, I Futuristi Italiani. immagini, biografie, notizie, Le Lettere, Firenze, 1977
- Renzo De Felice-Geno Pampaloni-Ettore Paratore-Mario Praz, D'Annunzio, Massimiliano Boni Editore, Bologna, 1978
- Fulvio Roiter, Firenze e Toscana, testo introduttivo di Geno Pampaloni, commento di Giosuè Chiarandia, Magnus Edizioni, Udine, 1980
- Adriano Olivetti: un'idea di democrazia, Edizioni di Comunità, Milano, 1980
- Trent'anni con Cesare Pavese. Diario contro Diario, Rusconi, Milano, 1981
- Giotto ad Assisi. documenti d'Arte, Istituto Geografico De Agostini, Novara, 1981-1998
- Cesare Pavese, Edizioni del noce, 1982
- Notre-Dame e La Sainte Chapelle, documenti d'Arte, De Agostini, Novara, 1982
- "Buono come il pane" e altre memorie di giovinezza e di morte, Collana Narratori n.68, All'insegna del pesce d'oro, Scheiwiller, Milano, 1983
- Monumenti d'Italia. Ville e Giardini, a cura di Franco Borsi e Geno Pampaloni, De Agostini, Novara, 1984
- Roma, testi di Geno Pampaloni, W. Pocino, R. Luciani, Cassa di Risparmio-De Agostini, 1985
- Pepi Merisio-Giulio Andreotti-Geno Pampaloni, Città Murate. Italia della nostra gente, ECRA, 1986
- La nuova ruralità. Prefazione del Ministro per l'Agricoltura e le Foreste. Disegni di Altan, Calderini, 1988
- Fedele alle amicizie, Camunia Edizioni, 1984; nuova ed. rimeditata e arricchita, Fedele alle amicizie. Il ritratto morale e sentimentale della generazione passata attraverso il fascismo, Collana Gli elefanti.Saggi, Garzanti, Milano, 1992
- I Giorni in Fuga, Collana I Coriandoli, Garzanti, Milano, 1994
- Bonus malus, Collana Nugae n.61, Il Melangolo, Genova, 1994
- Anna Maria Biscardi, Colloqui amichevoli con Geno Pampaloni, Polistampa, 1996
- Il Critico Giornaliero. Scritti militanti di letteratura 1948-1993, a cura di Giuseppe Leonelli, Collana Arte e Letteratura, Bollati Boringhieri, Torino, 1ª ed. maggio 2001
- Edoardo Tiboni (a cura di), Contributi agli studi in Abruzzo su D'Annunzio, Flaiano, Silone / scritti di Carlo Bo, Geno Pampaloni, Edoardo Tiboni, Pescara, Ediars, 2001, SBN TER0001697.
- Una valigia leggera, a cura di Milva Maria Cappellini e Anna Pampaloni, Nino Aragno Editore, 2007
- Poesia, politica e fiori. Scritti su Adriano Olivetti, Edizioni di Comunità, 2016

## Introduzioni, saggi, curatele
- I vangeli apocrifi, a cura di Marcello Craveri, con un saggio di G. Pampaloni, Collana I millenni, Einaudi, Torino, 1969-1976-1991; Collana Einaudi tascabili n.12, 1990; Collana Tascabili Biblioteca, Einaudi, Torino 2005-2014.
- Antonio Meocci, Maramad, prefazione di G. Pampaloni, Barulli, Roma, 1969.
- Mario Tobino, Le libere donne di Magliano, introd. di G. Pampaloni, Mondadori, Milano, 1970.
- Alberto Moravia, Il disprezzo, introd. di G. Pampaloni, Mondadori, 1971.
- Ignazio Silone, Fontamara, nota introduttiva di G. Pampaloni, Milano, Mondadori, 1974.
- Indro Montanelli, Il Generale Della Rovere, Introduzione di G. Pampaloni, BUR n.53, Milano, Rizzoli, 1975.
- Giuseppe Iadanza, L'esperienza meridionalistica di Ottieri, Prefazione di G. Pampaloni, Bulzoni, Roma, 1976.
- Marino Moretti, In verso e in prosa, a cura di G. Pampaloni, Collana I Meridiani, Mondadori, Milano, 1979.
- Alberto Bevilacqua, Una città in amore, Introduzione di G. Pampaloni, Collana Romanzi n.64, BUR, Milano, 1979.
- Carlo Cassola, La casina di Via Valadier, Introduzione di G. Pampaloni, BUR, Milano, 1980.
- Carlo Castellaneta, La buona compagnia. Romanzo, Introduzione di G. Pampaloni, BUR, Milano, 1980.
- Ignazio Silone, Severina, presentazione di G. Pampaloni, Milano, Mondadori, 1981.
- Luigi Capuana, Il Marchese di Roccaverdina, introd. di G. Pampaloni, Collana Capolavori della narrativa, De Agostini, Novara, 1982.
- Antonio Meocci, L'uomo tre occhi, prefazione di G. Pampaloni, Nuova Fortezza, Livorno, 1982.
- Alberto Moravia, Opere 1927-1947, a cura e con un saggio di G. Pampaloni, Collana Classici, Bompiani, Milano, 1986.
- Francesca Sanvitale, Madre e figlia, Introduzione di G. Pampaloni, Collana Narrativa n.781, Oscar Mondadori, Milano, 1986.
- Venturino Venturi, Ritratti, testo di G. Pampaloni, Edizioni Galleria Pananti, Firenze, 1987.
- Alessandro Manzoni, I Promessi Sposi, Introduzione, commento critico e note di Geno Pampaloni, De Agostini, 1988-1989.
- Maria Bellonci, Rinascimento privato, introd. di G. Pampaloni, Oscar Mondadori, Milano, 1989.
- Carlo Cassola, La ragazza di Bube, Introduzione di G. Pampaloni, Collana SuperBur n.50, BUR, Milano, 1980-1986-1989-2002-2008.
- Honoré de Balzac, Il Capolavoro sconosciuto, Prefazione di G. Pampaloni, Collezione Le Lettere n.3, Bagno a Ripoli (FI), Passigli, 1990.
- Lorenza Meletti, Mutatur, Prefazione di G. Pampaloni, Collana Tabula, Book Editore, 1990.
- Corrado Alvaro, Opere. Romanzi brevi e racconti, a cura di G Pampaloni, Collana Classici, Bompiani, Milano, 1994.